# Lago Dörgön
El lago Dôrgôn   o Dôrgôn nuur (en mongol: Дөргөн нуур) es un lago de Asia Central, localizado en la parte cocidental de Mongolia, en una cuenca cerrada situada al noreste del macizo de Altái, en el extremo noreste del aymag de Hovd, en el distrito de Čandman. Se encuentra a 1.132 m sobre el nivel del mar, mide 24 km de largo y tiene una profundidad máxima de 27 m.
La costa es baja y serpenteante, presentando dunas y marismas. La mineralización del agua es de 4 g/litro. Las zonas del lago y sus alrededores, fueron declaradas en 1997 como áreas protegidas.
El Dôrgôn es parte de un grupo de lagos que, en tiempos prehistóricos (ca. 5000 años), integraban un único gran lago. Los cambios en el clima de la región la han vuelto más seca y el lago prehistórico, poco a poco, se fue dividiendo en varios lagos aislados: al norte del Dôrgôn está el Khar Nuur al que está conectado por un canal natural; y al noroeste está el Har-Us nuur, en el parque nacional de Har-Us.

## Enlaces externos

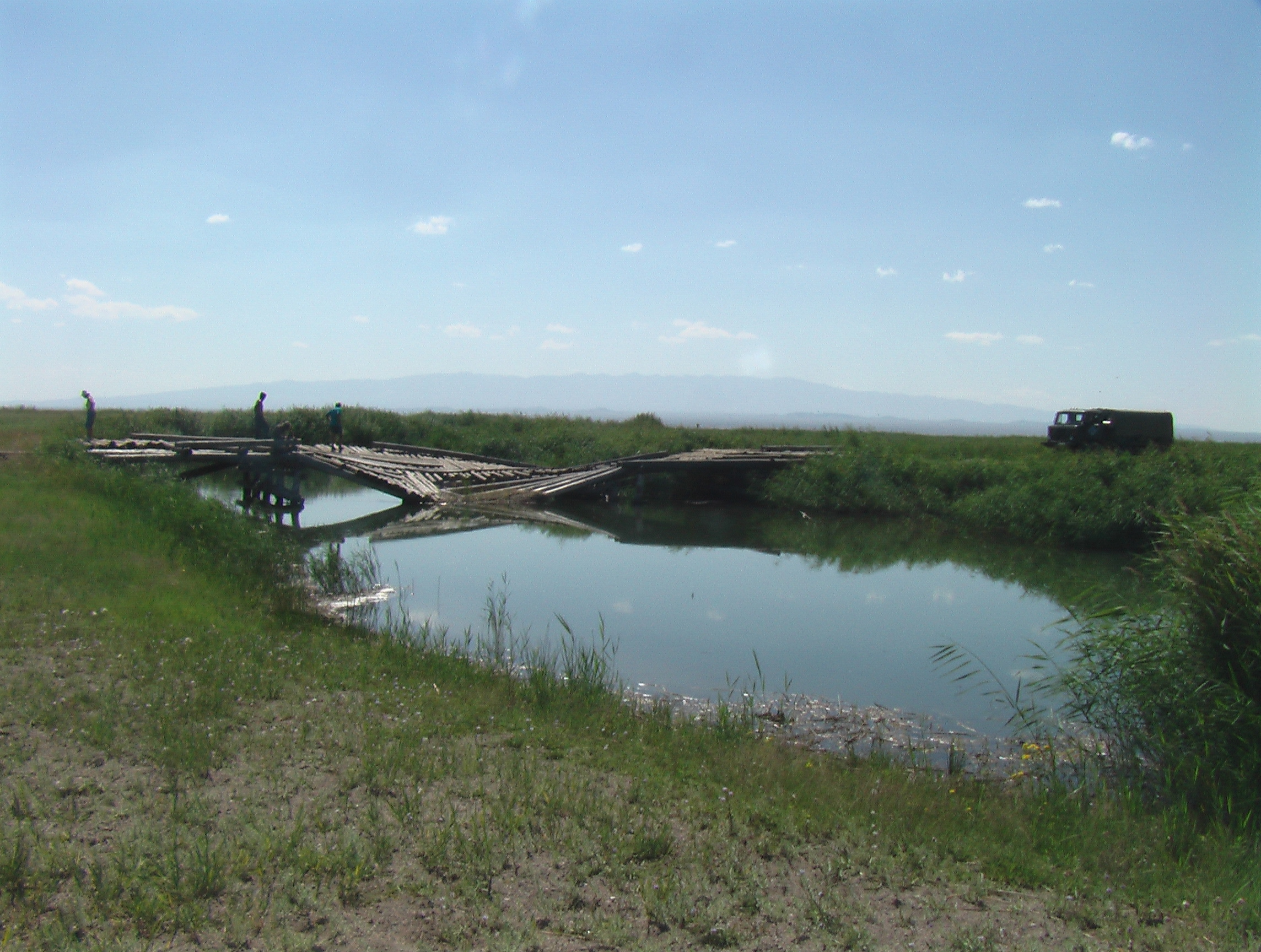
Vista del canal natural que enlaza el Dôrgôn nuur y el Har nuur